# Smålands runinskrifter 35
Runinskrift Sm 35, eller Replösastenen, är en runsten i Replösa, Ljungby socken och Ljungby kommun i Småland.

## Stenen
Stenens material är granit, höjden är 185 cm och bredden 90 cm. Runslingan och inskriften på stenens sydöstra sida har 13–15 cm höga runor. Strax söder om runstenen finns en skadad, men delvis restaurerad skeppssättning. Den är sjutton meter lång och sex meter bred och består av sju resta stenar som är 80–150 cm höga. Enligt äldre uppgifter ska den ursprungligen ha bestått av tolv stenar. Stenens inskrift är från 1000-talet och lyder i översättning:

## Inskriften
Translitterering av runraden:
: kutraþr : karþi : kubl : þisi : iftiʀ : astraþ : faþur : sin : þan : frita : ak : þih:na : bistan : iʀ a : fin:iþi : forþum : uf| |faʀi :
Normalisering till runsvenska:
Gautraðr gærði kumbl þessi æftiʀ Astrað, faður sinn,
þann frænda
ok þegna bæztan,
eʀ a Finnhæiði
forðum of vaʀi.
Översättning till nusvenska:
Götrad gjorde denna vård efter Åstrad sin fader, den ypperste av de fränder och tegnar som i Finnveden fordom levde.

## Tolkningar
De båda danskklingande namnen Götrad och Åstrad är ovanliga. Från medeltiden känner man till några personer som hette Åstrad och namnet har även förekommit på danska runstenar. Götrad förekommer inte på någon annan känd runsten. Finnveden som nämns på stenen var ett av de "land" som kom att ingå i landskapet Småland. Det finns belagt på tre runstenar: U 130 i Uppland, Sm 35 och Sm 52. Ordet "tegn" förekommer i många runinskrifter men det råder delade meningar om betydelsen. De två huvudalterntiven är 'fri bonde, odalman' respektive 'krigare, medlem av kungens hird'.

### Fotnoter
1. ↑  Fornminnesregistret: 28:1
2. 1 2  Riksantikvarieämbetet, 28:1.
3. ↑  Riksantikvarieämbetet, 29:1.
4. 1 2  Samnordisk runtextdatabas, Sm 35 $, 2014
5. ↑  Ragnar Kinander, red (1935-1961). Sveriges runinskrifter. Bd 4, Smålands runinskrifter. Stockholm: KVHAA. http://www.raa.se/runinskrifter/sri_smaland_b04_h01_text_2.pdf